# Faouzi Mansouri
Faouzi Mansouri (arab. فوزي منصوري) (ur. 17 stycznia 1956 w Manzil Bu Rukajba, zm. 18 maja 2022) – algierski piłkarz, reprezentant Algierii w piłce nożnej. Wystąpił w mistrzostwach świata w piłce nożnej w Hiszpanii i mistrzostwach świata w piłce nożnej w Meksyku.